# هادی‌آباد (بردسکن)
هادی‌آباد روستایی از توابع بخش مرکزی شهرستان بردسکن در استان خراسان رضوی ایران است.

## جمعیت
این روستا در دهستان کنارشهر قرار دارد و براساس سرشماری مرکز آمار ایران در سال ۱۳۸۵، جمعیت آن زیر سه خانوار بوده‌است.